# Mediocre
Mediocre – debiutancki album meksykańskiej aktorki Ximeny Sariñany, wydany w 2008 roku. 12 lutego został wydany w Meksyku, a 15 lipca w USA. Sesja nagraniowa do albumu trwała od maja do sierpnia 2007. Producentami albumu byli: Argentyńczyk Tweety González i Urugwajczyk Juan Campodónico.
Sariñana w ramach sesji nagraniowej do albumu wykorzystała gatunki: pop, rock, rock alternatywny, indie rock, adult contemporary i nueva canción.

## Lista utworów
1. "Mediocre" (4:16)
2. "Vidas Paralelas" (3:57)
3. "Normal" (4:48)
4. "La Tina" (3:56) (cover Metronomy)
5. "Reforma" (4:13)
6. "No Vuelvo Más" (4:13)
7. "Cambio de Piel" (3:53)
8. "Sintiendo Rara" (3:53) (cover Erika Coutsa)
9. "Un Error" (4:32)
10. "Gris" (3:07) (cover Loop Lascano)
11. "Pocas Palabras" (6:35)
12. "Monitor" (4:23) (cover Volován)
13. "Reforma" (3:47) (druga wersja tego utworu dostępna jest tylko w sklepie iTunes)

## Single z albumu
- "Vidas Paralelas" (2008)
- "La Tina" (Metronomy Remix) (2008)
- "Normal" (2008)
- "No Vuelvo Más" (teledysk do utworu) (2008)
- "Mediocre" (2009)

## Skład nagrywający

### Muzycy
- Bruno Bressa – keyboardy, tabla i programowanie
- Ulises Butrón – gitara
- Nico Cota – perkusja, instrumenty perkusyjne i bębny ręczne
- Alejandro Franov – fortepian i akordeon
- Gerardo Galván – gitary, keyboardy i produkcja
- Tweety González – fortepian, keyboardy, produkcja, inżynier i miksowanie
- Alejandro Piccone – skrzydłówka
- Ximena Sariñana – fortepian, wokale, produkcja i programowanie
- Luciano Supervielle – fortepian i aranżacje
- Guillermo Vadala – bajo sexto

### Obsada techniczna
- Hector Castillo – miksowanie
- Mariano Lopez – inżynier